# Нойзідлер (озеро)
Нойзі́длер (нім. Neusiedlersee; угор. Fertő tó; хорв. Nežidersko jezero, Niuzaljsko jezero) — озеро в Австрії та Угорщині площею близько 320 км²; мілководне, значна частина поверхні поросла очеретом. Завдяки колонії чапель входить до біосферного резервату.

## Географія
Озеро Нойзідлер розташоване на кордоні Австрії та Угорщини, близько 77 % (240 із 315 км²;) площі озера належить австрійській федеральній землі Бургенланд, південний край озера — угорському медьє Дьйор-Мошон-Шопрон. На південь і південний схід від озера розташовані на території національних парків: австрійського Нойзідлерзеє-Зеєвінкель та угорського Фертьйо-Ханшаг.
Площа озера близько 320 км². Озеро має неправильну форму, витягнуту з півночі на південь. Берегова лінія порізана, з кількома глибокими затоками. На озері є кілька великих островів та маленьких острівців і мілин. Довжина озера з півночі на південь — 36 кілометрів, ширина коливається від 6 до 12 кілометрів. Висота над рівнем моря — 115 м, площа водозбору — близько 1 120 км². Озеро Нойзідлер надзвичайно мілке, середня глибина близько метра, найбільша — 1,8 метра.
Вік озера приблизно 20 000 років: воно виникло наприкінці льодовикового періоду в результаті коливань земної кори.

## Гідрографія
В озеро впадає кілька струмків, найбільший з яких Вулка. Озеро належить до басейну Раби і Дунаю, воно мало стік у своєму південно-східному краї. Наразі стік озера регульований із метою підтримки постійного рівня води.
Вода в озері Нойзідлер вельми солона, рівень води схильний до великих коливань. Кілька раз в історії відбувалося повне висихання озера (востаннє в 1866, коли його можна було перетнути по дну, не замочивши черевиків). У 1956 була засновано спільна австро-угорська комісія контролю за рівнем води, у її обов'язки входить регулювати стік з озера для підтримки заданого рівня. Попри це, уникнути флуктуацій не вдається. Так у 1965 після злив рівень озера піднявся на 35 см, у 2003 рівень води впав майже на 30 см.

## Флора і фауна
Поверхня озера дуже заросла очеретом, через який місцями прорубані проходи для човнів.
В озері водиться 15 видів риб (найпоширеніші — в'юн, судак, щука і короп. Води озера багаті різними видами безхребетних, а в заростях очерету живуть різноманітні види рідкісних комах.
На озері Нойзідлер у природних умовах можна спостерігати понад 300 видів гніздових і перелітних птахів, серед яких багато видів чапель (включаючи велику білу), а також колпиці, дикі гуси, пірникози, свищ (Anas penelope), очеретянки (Acrocephalus) тощо.
Під час сезонних міграцій тут зупиняються бекаси, гуменники (Anser fabalis) і зуйки. Серед рідкісних видів птахів можна зазначити червоноволу казарку (Branta ruficollis), орлана-білохвоста (Haliaeetus albicilla) і Circinae.